# Albert Litas
Albert Litas est un instituteur, directeur d'école, militaire français, compagnon de la Libération, né le 20 décembre 1905 à Aubréville (Meuse), et mort pour la France des suites de blessures le 25 août 1944 à Cuers (Var),.

## Biographie et carrière
Il est le deuxième d'une fratrie de six enfants. En 1911, sa famille s'établissant à Lagny-sur-Marne, il y fréquente l'école primaire et, sur le conseil de son institutrice, il intègre l'École normale primaire de Melun, dont il sort en 1924.
Il devance l'appel, et suit pendant six mois les cours de l'École militaire de Saint-Cyr, puis est promu sous-lieutenant. Après un court séjour en Allemagne il rejoint le 4e régiment de tirailleurs marocains. Il est blessé par balle pendant la guerre du Rif en 1925.
Après son service militaire, il reprend son métier d'instituteur, d'abord en région parisienne, puis obtient sa mutation au Maroc en 1928, occupant jusqu'en 1942 des postes d'enseignant et de directeur d'école à Taroudant, Aïn Leuh, Béni Mellal, Rabat, où il apprend l'arabe et le berbère, et Port-Lyautey. Cette période est interrompue par sa mobilisation pendant plusieurs mois après la déclaration de guerre. Il est alors père de quatre enfants.
Au lendemain du débarquement allié en Afrique du Nord en novembre 1942, il se porte volontaire pour servir au 60e goum du 2e groupe de tabors marocains. Il se distingue par plusieurs coups d'éclat en Tunisie (Djebel Abiod, Kef El Kébir, Djebel Ousselat, Djebel Zriba), puis en Corse et à l'île d'Elbe (Monte Puccio), où il est décoré de la Légion d'honneur. Il est promu capitaine en 1943.
Son unité ayant été intégrée dans la 1re armée française du général de Lattre de Tassigny, elle prend part à la campagne de Provence. Le 21 août 1944, à l'est d'Aubagne, lors d'un combat âpre et meurtrier Albert Litas est blessé à la face et reçoit un éclat d'obus dans le cou. Il poursuit le combat, mais, frappé une seconde fois, aux jambes, il succombe à ses blessures, le 25 août 1944. Il est inhumé à la nécropole nationale de Boulouris, à Saint-Raphaël (Var),,.

## Distinctions

### Décorations
- Chevalier de la Légion d'honneur[1]
- Compagnon de la Libération à titre posthume par décret du 20 novembre 1944[1]
- Croix de guerre 1939–1945 (5 citations)[1]
- Croix de guerre des Théâtres d'opérations extérieurs (1 citation)[1]

### Hommages
Jusqu'à l'indépendance du Maroc, une rue de Béni Mellal et une ferme-école qu'il y avait développée porteront son nom.
Le 24 août 2014, pour le 70e anniversaire  de sa mort, un article lui est consacré dans le quotidien L'Est républicain.

### Sitographie
: document utilisé comme source pour la rédaction de cet article.
- Ordre de la Libération, « Albert Litas : Compagnon de la Libération à titre posthume par décret du 20 novembre 1944 », Biographie, sur www.ordredelaliberation.fr (consulté le 28 mars 2022). .
- Blog de la Mairie d'Aubréville, 55120, « Albert Litas, un enfant d'Aubréville : une vie trop courte et si remplie... », sur aubreville.over-blog.fr, 13 novembre 2011 (consulté le 28 mars 2022).